# Anomodon perlinguatus
Anomodon perlinguatus là một loài rêu trong họ Thuidiaceae. Loài này được Broth. ex P.C. Wu & Y. Jia mô tả khoa học đầu tiên năm 2000.